# Fire Department
 (septembre 2015).
Si vous disposez d'ouvrages ou d'articles de référence ou si vous connaissez des sites web de qualité traitant du thème abordé ici, merci de compléter l'article en donnant les références utiles à sa vérifiabilité et en les liant à la section « Notes et références ».
Fire Department est un jeu vidéo de stratégie en temps réel développé par Monte Cristo Multimédia. Il est sorti sur PC en 2003.

## Système de jeu
Le jeu propose de gérer une équipe de pompiers au travers de différentes situations d'incendie.
Pour cela, différents types de pompiers sont à la disposition du joueur ainsi que plusieurs véhicules. Tous sont imposés au joueur en début de chaque mission, des renforts pouvant arriver selon la progression de la mission. Les pompiers et les véhicules d'attaque possèdent un réservoir d'eau qui s'épuise au fur et à mesure de leur lutte contre les flammes. Pour remplir le réservoir, ils doivent alors s'alimenter auprès du camion citerne de la caserne.
En plus d'éteindre l'incendie, les pompiers doivent limiter au maximum les pertes humaines, la progression de l'incendie et les dégâts engendrés. À la fin de chaque niveau, un système de classement se basant sur ces critères (ainsi que sur la durée de l'intervention) note le joueur sur un système d'échelle de une à cinq médailles.
La progression de l'incendie obéit fortement à des scripts et certaines zones de la carte ne s'enflamment (plus ou moins spontanément) que lorsque certaines conditions sont remplies (victime sauvée, coupure de courant… ) ajoutant ainsi de nouveaux objectifs au fur et à mesure de la mission. Cependant, les flammes restent assez dynamiques et peuvent malgré tout gagner du terrain si le joueur gère mal son équipe. De plus, si un foyer n'est pas parfaitement éteint, les flammes peuvent reprendre et s'étendre de nouveau rapidement.

## La caserne
Le joueur peut choisir la nationalité de ses pompiers (États-Unis, France, Angleterre ou Allemagne) mais seul l'aspect de l'équipe s'en trouve modifiée.

### Pompiers
- Le pompier de base possède une hache pour défoncer les portes, une lance à incendie et un petit réservoir d'eau. Les autres types de pompiers possèdent le même équipement que le pompier de base mais avec d'autres spécificités.

- Le spécialiste en tenue d'approche peut, grâce à sa combinaison ignifugée, se déplacer au milieu des flammes pendant une durée limitée.
- Le spécialiste en désincarcération possède une scie circulaire qui lui permet de débrayer les obstacles trop résistants pour une hache.
- Le spécialiste en milieux périlleux peut, avec sa combinaison légère, se mouvoir rapidement et escalader certaines zones.
- L'officier technique peut utiliser les mécanismes sophistiqués et conduire tout type de véhicule.
- Le médecin dispense les premiers soins aux victimes et soigne les pompiers blessés.

À noter que seul le spécialiste en milieux périlleux est plus rapide que le pompier de base. Les autres se mouvant plus lentement que celui-ci. Également, il existe un type de pompier (à l'aspect de pompier de base) qui possède un équipement pour lutter contre les feux de sodium (où l'eau est inefficace) et qui n'apparait qu'à la toute fin du jeu.

### Véhicules
- Échelle de sauvetage : permet aux pompiers d'atteindre des endroits en hauteur rapidement.
- Ambulance : les victimes secourues doivent être amené en ce point pour être cataloguée comme « sauvée ».
- Hélicoptère : permet d'accéder rapidement aux zones difficiles et a la même fonction qu'une ambulance une fois posé.
- Citerne à incendie : ce camion sert de réservoir d'eau aux hommes et aux véhicules.
- Pumper : possède une pompe avec un débit d'eau plus important que celui d'un pompier moyen.
- Échelle d'attaque : permet d'éteindre les flammes situées en hauteur (façade d'un bâtiment par exemple).
- Canadair : fournit un appui aérien très important mais n'est utilisable qu'un nombre limité de fois.

Dans certaines missions, d'autres véhicules sur place peuvent être utilisés (bulldozer, chariot élévateur… ).

## Feux et flammes
Le feu est l'unique « ennemi » du jeu, avec selon les développeurs, « sa propre intelligence artificielle ».
Chaque objet du jeu est potentiellement inflammable mais la vitesse de la combustion obéit à certains paramètres (seuil d'ignition, temps de latence). Certains objets comme les véhicules ou les machines explosent lorsqu'elles sont exposées trop longtemps au feu, participant à la propagation des flammes. Une fois allumé, la croissance, la résistance, la propagation, la réserve de combustible du feu dépendent de plusieurs paramètres environnementaux, de même que les effets de sa chaleur sur les personnages (chaleur, chaleur maximum, distance de rayonnement et distance létale). Chacun de ces paramètres est réglé à l'avance sur chaque combustible de la carte. Ainsi, le moteur de propagation du feu s'adapte automatiquement à tout nouveau départ de feu et montre l'avancée du nouveau front ainsi créé. Cela afin de conférer à l'incendie le caractère aléatoire et inattendu propre aux vrais incendies.
De nombreuses fois, les pompiers font aussi face à certains évènements scriptés (backdraft, flashover, éboulements… ) qui se déclenchent au fur et à mesure des missions ou quand le feu a atteint un endroit spécifique.
Outre le feu standard, d'autres périls peuvent se présenter dans les incendies :
- les feux de classe B (aux États-Unis), soit les feux de liquides (B en Europe) et de gaz (C en Europe), sont plus puissants que les feux standards. Il faut parfois couper l'arrivée du carburant qui alimente ces feux pour pouvoir les éteindre.
- les feux de classe C (aux États-Unis)/E (en Europe) sont ceux qui touchent à du matériel électrique. La lance à eau est proscrite tant que la source de l'électricité n'est pas coupée sous peine de choc électrique.
- les feux de classe D sont les feux de métaux. Ils dégagent une chaleur très intense et sont difficiles à localiser en raison de la faible visibilité de leurs flammes. L'eau renforce ce genre de flammes au lieu de les combattre, ces flammes ne peuvent être vaincues que grâce à des agents extincteurs adaptés.

Les feux déclenchent un grand nombre de fumées. La plupart n'atteignent pas les pompiers car ceux-ci sont protégés par un appareil respiratoire isolant. Cependant, certaines fumées corrosives peuvent passer outre cette protection. De plus, le dégagement de fumées polluantes doit être combattu au maximum pour la sécurité des populations et de l'environnement. Les fumées ne peuvent disparaître que si leur source est éteinte.
Deux phénomènes thermiques sont également implémentés dans le jeu :
- le flashover est un embrasement généralisé dû à l'inflammation des fumées provoquée par l'accumulation de la chaleur dans un local semi-clos. Pour contrer ce phénomène, le pompier doit rapidement faire chuter la température à l'aide de sa lance à eau.
- le backdraft se produit lorsque le pompier ouvre l'issue d'une pièce confinée où des gaz combustibles se sont accumulés sans brûler complètement. À l'ouverture, le gaz entre en contact avec l'oxygène et explose.

## Niveaux
Fire Department comprend dix niveaux qui représentent chacun un type de scénario catastrophe. Les situations et l'intensité des incendies à affronter vont dans une gravité croissante. Avant chaque mission, de petites cinématiques en image fixe exposent les raisons du déclenchement de chaque incendie.
- Entraînement en caserne
- Incendie criminel d'un entrepôt
- Braquage de banque qui tourne mal
- Villa d'une star en feu
- Incendie dans une ambassade
- Accident dans une station-service
- Catastrophe ferroviaire
- Grue qui s'effondre sur une école
- Feux de forêt
- Centrale nucléaire au point critique

## Accueil
| Fire Department       |      |       |
| Média                 | Pays | Notes |
| GameSpot              | US   | 79 %  |
| IGN                   | US   | 84 %  |
| Jeuxvideo.com         | FR   | 15/20 |
| Compilations de notes |      |       |
| Metacritic            | US   | 79 %  |

## Postérité
Fire Department a connu deux suites : Fire Department 2 et Fire Department 3.